# Дельгадо, Хавьер
Хавьер Дельгадо (исп. Javier Omar Delgado Papariello; род. 8 июля 1975, Монтевидео) — уругвайский футболист, полузащитник. Выступал за сборную Уругвая.

## Клубная карьера
Дельгадо начал свою профессиональную карьеру в команде «Данубио». В 1994 году он был включен в заявку первой команды на сезон, но не сыграв ни одного матча, принял предложение аргентинского «Ньюэллс Олд Бойз» и перешёл туда в том же году. В сезоне 1994/95 года, он появился на поле всего в 5 матчах, после чего принял решение вернуться в «Данубио». После возвращения Хавьер стал футболистом основного состава и в течение 4 сезонов провёл 95 матчей и забил за клуб 27 мячей. В 2000 году Дельгадо предпринял вторую попытку попробовать свои силы в чемпионате Аргентины, заключив соглашение с клубом «Колон». В новой команде он быстро стал одним из ключевых футболистов. За четыре сезона, проведенных в «Колоне», Хавьер провёл более 100 матчей и забил 20 голов.
В 2004 году Хавьер перешёл в российский клуб «Сатурн» и стал третьим представителем Уругвая после Себастьяна Моркио и Андреса Скотти в чемпионате России. Карьера в России у Дельгадо не заладилась, в клубе он не являлся основным футболистом, в основном выходя на замену. За полтора года он принял участие всего в 26 матчах и забил два гола. В 2005 году Дельгадо возвратился на родину, подписав контракт с клубом «Насьональ», с которым в сезоне 2005/06 выиграл чемпионат Уругвая.
Зимой 2007 года Хавьер перешёл в чилийский «Универсидад де Чили», но не получая игровой практики, через полгода ушёл в «Депортиво Кали». 4 мая 2008 года в матче против «Индепендьенте Медельин» Дельгадо забил свой первый и единственный гол новую команду, который помог «Депортиво» добиться ничьей. В том же году Дельгадо во второй раз возвратился в родной «Данубио», но после сезона 2008/09 покинул команду.
После ухода из «Данубио», Хавьер пытался реанимировать свою карьеру, выступая непродолжительное время за «Сентраль Эспаньол» и чилийский клуб «Депортес Консепсьон». Сезон 2011/12 полузащитник провёл в команде второго дивизиона чемпионата Уругвая «Рампла Хуниорс», после окончания которого принял решение завершить карьеру профессионального футболиста.

## Международная карьера
17 июля 1996 года в товарищеском матче против сборной Китая, Дельгадо дебютировал за сборную Уругвая. В 1997 году он попал в заявку национальной команды на Кубок Америки. На турнире Хавьер принял участие в поединках против сборных Венесуэлы и Боливии.
В 2004 году Дельгадо в составе сборной Уругвая завоевал бронзовые медали Кубка Америки в Перу. На турнире полузащитник участвовал в матчах против сборных Аргентины, Бразилии и Парагвая.
17 августа 2005 года товарищеский матч против сборной Испании стал для Дельгадо последним в футболке сборной Уругвая.

## Достижения
«Насьональ»
- Чемпионат Уругвая по футболу — 2005/2006

Уругвай
- Кубок Америки по футболу — 2004